# 君が教えてくれたこと
『君が教えてくれたこと』（きみがおしえてくれたこと）は、2000年4月13日から6月29日まで毎週木曜日21:00 - 21:54（JST）に、TBS系の「木曜21時」枠で放送された日本のテレビドラマ。主演はともさかりえ。
高機能自閉症の女性と、恋人を亡くしたトラウマから精神科医をやめてしまった予備校講師との恋愛を描く。主人公のバイト先である「ウェザー･ワールド」社の社員役として森田正光、森朗、真壁京子ら、民間気象情報会社ウェザーマップのスタッフが出演した。

## ストーリー
高機能自閉症の障害を持つ雨宮繭子は両親と弟と暮らしながら、趣味で日々の気象観測をしては自身のウェブサイトに天気予報を載せていた。繭子は両親からできるだけ家で過ごすよう言われていたが、社会との繋がりを願う弟の紹介で元精神科医の予備校講師・狭山慎一と出会う。対人関係が苦手な繭子は、健常者が日常的にする仕草の意味や感情表現の方法などを狭山から徐々に教わり始める。
そんな中繭子のブログがテレビのお天気コーナーで取り上げられたことが転機となり、彼女は得意な天気予報を活かして気象会社で働くことに。その後繭子は慎一の支えを受けて様々な問題を乗り越えると、いつしか彼に恋心を抱くようになる。一方慎一には恋人を亡くした過去を心の中で引きずっており、新しい恋愛に踏み出せずにいた…。

## キャスト
雨宮繭子（あめみや まゆこ）〈20〉
演 - ともさかりえ
高機能自閉症（知的障害のない自閉症）の女性。家族が告げなかったこともあり、これまで障害者であることに気付かず、第1話で意図せずに知ってしまう。障害の影響で苦手なことが多く、言葉通りに受け取り、曖昧な表現の理解が難しい。自分の感情を人にうまく伝えることができず、時にしつこく尋ねてしまう。相手の気持ちを読み取ることも苦手で、視線も合いにくく、人付き合い自体が不得意。時間にきっちりしすぎ、急な予定変更が苦手。感覚過敏のため、大きな音や強い光に敏感（外出時にはサングラスが欠かせない）。親しい人でも、突然肩に触られると極度に緊張してしまう（ただし、髪の毛は例外）。記憶力が優れている。
天気予報に秀でた才能を発揮。自分で調べたデータに基づいて天気を予報しており、作中ではかなりの確率で的中させている。
パソコンの専門学校に通っていたことがあるため、書類作成などもでき、自宅のパソコンでは自らのサイトも開設している。慎一らとはメールのやり取りもする。
『サモア島の歌』がお気に入りで、時々口ずさんでいる。キラキラしたものが好きで、自室に光る小物を集めた回転するインテリアがある。嫌いな食べ物はビーフシチュー。
最終話にて、慎一と一緒に函館へ引っ越す選択をする。
狭山慎一（さやま しんいち）〈31〉
演 - 上川隆也
東都医大の元精神科医。現在は予備校講師で理系科目を教えている。函館市出身。
自閉症は専門外だが、繭子とは友人として交流を始め、彼女の苦手なことや「みんな（＝健常者）はこういう時どうするのか」という疑問に色々と助言する。
2年前、目の前で恋人を事故死させた責任からPTSDを発症。そのショックで涙が出なくなり、目の乾燥防止のために1日に数回目薬を差している。のちに、涙が再び出るようになり、その行動はなくなっている。
繭子とは彼女がよく行く公園で待ち合わせする。繭子が拾ってティアと名付けた猫を飼う。
最終話で、地元の函館に障害児療育センターができることになり、そこで医師として働くために引っ越すことを選ぶ。
雨宮潤（あめみや じゅん）〈17〉
演 - 藤原竜也
繭子の弟、高校3年生。放課後は予備校で慎一の授業を受けている。将来の夢は医者になること。
非常に姉思いで姉弟仲も良い。気象観測以外、あまり外出せずに他人と関わろうとしない繭子のことを心配し、「社会進出してほしい」と願ってきた。ブログを宣伝したり、慎一に繭子の相談相手になるように依頼をする。
実は一緒に暮らしている父母は実の親ではなく、繭子との血の繋がりもない。
繭子と慎一の距離が縮まるにつれて姉弟間には微妙な距離が生まれる。
第11話にて水島賢吾の実子（次男）であることを知ってしまう。
雨宮亜希子（あめみや あきこ）〈40〉
演 - 真行寺君枝
繭子の母。料理上手な専業主婦。家族思いで特に繭子のことを気にかけているが、過保護なところがある。
失敗を繰り返しながらも少しずつできることが増えていく娘に一喜一憂し、自身も「笑顔の作り方」や「人を抱きしめること」について教える。
当初、繭子に元精神科医として助言してくれる慎一を好意的に見ていたが、繭子が好意を持ったことに気付くと、必要以上に2人が親しくならないように注意深く見るようになる。
雨宮洋平（あめみや ようへい）〈57〉
演 - 加藤茶
繭子の父。「雨宮建設」社長。
繭子の言動に振り回され、周りからは「躾ができていない親」と偏見を持たれてきた。繭子が笑いものにされた経験もあるため、「娘が傷つくぐらいならひっそりと暮らした方がいい」と考えており、就職や外出することに消極的。
気難しく、家族ともぶっきらぼうに会話をし、笑顔が少ない。
自宅の大きめの水槽ではクラゲを飼っている。
週刊誌に繭子の記事が載り、水島から「記事に慎一が関わっている」と言われると仲を裂こうとする。
第9話で脳梗塞を発症して倒れ、言語障害と右半身に麻痺が残る。
矢口リナ（やぐち - ）〈27〉
演 - 椋木美羽
雑誌記者。有希の妹。出版社「トレンドジャーナル」で働き、「SCOOP（スクープ）」という記事を扱っている。
水島のネタを探るために親しく接している。天気予報のブログでちょっとした話題となった繭子にも興味を持ち始める。
過去の出来事から「繭子の影響で慎一が精神科医だった頃を思い出して傷つくのでは」と考え、冷たい態度で接する。
自分の考えを周りの人に押し付けてしまうところがある。
佐久間稔（さくま みのる）
演 - 斎藤洋介
慎一の医大時代の先輩。喫煙者。東都医科大学附属中央病院の医師として勤務。時々繭子の診察もしている。
医師を辞めても慎一との交流は続けており、彼の心を気にかけながら医師に戻ることを願っている。
繭子の就職後、同僚との外食がうまくいかない彼女に代わって相談に来た慎一に対策をアドバイスする。
矢口有希（やぐち ゆき）
演 - 森下涼子
慎一の恋人。リナの姉。故人。情緒障害があり、もともとは慎一の患者だった。
2年前、慎一がプロポーズするつもりで会う約束をし、当日、予定より少し遅れてやって来た彼の目の前で車にはねられて亡くなった。
大野美咲（おおの みさき）〈23〉
演 - 山口もえ
繭子と同じ自閉症の女性。「EZAKI INDUSTRY」という製造工場に勤務。労働環境（内容が決まっている、勤務時間通りに終わるなど）に満足しており、楽しく働いている。「ウェザー・ワールド」に就職する前に紹介された職場であった。
繭子に「やりたい仕事とできる仕事は違う」と言ったり、メールでも遠慮なく発言。周囲からの理解は諦め気味。
最初はメールでやり取りしていたが、たまに直接会って交流するようになり、自閉症者同士だからこそ分かる日常生活の生き辛さなどを語り合う関係になる。
『ロンドン橋落ちた』の歌が好きで、劇中では英語歌詞で歌うシーンがある（第5話）。
以前は恋人がいたようだが、今のところ、1人でいる方が気楽だと思っている。
西崎千尋（にしざき ちひろ）〈17〉
演 - 初音映莉子
潤の同級生。潤と同じ進学塾に通っている。
潤に密かに思いを寄せているが、なかなか気づいてもらえない。姉弟仲が良い繭子と潤との関係は微笑ましく思っている。
水島賢吾（みずしま しんご）〈45〉
演 - 宅麻伸
代議士。洋平の古くからの知人。過去、彼の実家の近所に住んでいた。福祉国家をテーマにした会合をするなど、議員活動では福祉の充実を訴えている。
障害のある繭子を気にかけ、就職口を紹介して雨宮家と交流を続ける。しかし、ほどなくして繭子の知名度を利用しようとする。
第11話において、18年前に借金に苦しんだ末に心中しようと２歳の長男を溺死させた罪を暴かれて逮捕される。なお、次男の潤（のちに妻が雨宮家へ養子に出した）の泣き声で我に返って心中は思い留まるも、居合わせてしまった繭子に他言しないように口止めしていた。
篠田一之（しのだ かずゆき）
演 - 甲本雅裕
「ウェザー・ワールド」社員。天気予報を扱う部門のサブリーダー。森田から繭子の指導係を任された。
誠実な人柄で、他のスタッフが腫れ物に触るように接し始める中でもきちんと向き合おうとする。また、慎一に、社員たちに障害について理解を深めるために詳しい症状と周りの対応の仕方を教えてくれるように依頼する。
佐伯圭子（さえき けいこ）
演 - 川越美和
「ウェザー・ワールド」社員。繭子の直属の先輩社員となる。
繭子について「天気予報が趣味のネットアイドル」と認識し、入社当初から快く思っていない。また、繭子を妬み、徐々に敵意を持ち始める。
せっかちらしく、自分の感情を率直に表し、繭子に「見ているとイライラする」と言う。歯に衣着せぬ物言いをし、聞こえるように嫌味を言う。
自身のミスで法人顧客から苦情の電話が入ったときには、繭子との話の行き違いから彼女のせいにしていた。
最終話では繭子への当たりが和らいでいた。
井沢圭介
演 - 田付貴彦
「ウェザー・ワールド」社員。繭子の向かいの席。
他の社員と繭子の障害について詳しく話を聞いたのち、言葉の受け取り方の違いから、繭子を異性として意識してアプローチする。
村上知恵（むらかみ ちえ）
演 - 植松真実
「ウェザー・ワールド」社員。繭子の隣の席。
自閉症を誤解して捉えていたが、同僚たちの中では早めに理解を示していた。
森田正光
演 - 森田正光
「ウェザー・ワールド」社の天気予報を扱う部門の責任者らしき人。繭子の気象に関する観察力や分析力などの能力を高く評価し、天気に関する意見を社の最終的な判断として取り入れることもある。
忙しい立場なので、職場に訪れるのは時々だが、その日ごとの天気は他の社員たちと決める。
公的な気象予報業務は資格がないとできないため、繭子に対し、あくまで「助言」という形で仕事を手伝ってもらう。
森朗
演 - 森朗
「ウェザー・ワールド」社員。
パソコンを使ってその日の天気を予想していたときに会社の採用試験に訪れた繭子が予想図を一目見て「2時間後ににわか雨が降ります」と予想したことがきっかけで採用が決まる。
真壁京子
演 - 真壁京子
第1話で森田とテレビ番組のお天気コーナーを担当していた。繭子の予報的中率が高く、時々自身も参考にしているとテレビで取り上げる。
三好刑事
演 - 真実一路 (俳優)
長田
演 - 船越英一郎
洋平の担当医。慎一の先輩にあたる。

## スタッフ
- 脚本 - 武田百合子、原田菜緒子
- 音楽 - 千住明
- 主題歌 - shela 「Love Again〜永遠の世界〜」
- 挿入歌
  - Donna Williams（英語版）「Sometimes」
  - Donna Williams「Beyond the When」
- プロデュース - 山崎恆成
- 演出 - 吉田健、大岡進、内田誠

## 撮影・ロケ地
- 神奈川県横浜市都筑区[8]など

## 受賞歴
- 第25回ザテレビジョンドラマアカデミー賞[9]
  - 主演女優賞（ともさかりえ）

## 放送日程
| 各話                                                      | 放送日        | サブタイトル           | 脚本       | 演出   | 視聴率 |
| --------------------------------------------------------- | ------------- | ---------------------- | ---------- | ------ | ------ |
| 第1話                                                     | 2000年4月13日 | 私はひとりじゃない？   | 武田百合子 | 吉田健 | 15.7%  |
| 第2話                                                     | 2000年4月20日 | あなたの心がわかりたい | 武田百合子 | 吉田健 | 14.8%  |
| 第3話                                                     | 2000年4月27日 | あなたのために笑いたい | 武田百合子 | 大岡進 | 14.7%  |
| 第4話                                                     | 2000年5月4日  | 最初の一歩             | 武田百合子 | 大岡進 | 13.4%  |
| 第5話                                                     | 2000年5月11日 | 先生が嘘をついた       | 武田百合子 | 内田誠 | 12.5%  |
| 第6話                                                     | 2000年5月18日 | 恋人になりたい         | 原田菜緒子 | 吉田健 | 13.7%  |
| 第7話                                                     | 2000年5月25日 | ふたつの涙             | 武田百合子 | 吉田健 | 12.7%  |
| 第8話                                                     | 2000年6月1日  | 抱きしめられたい       | 武田百合子 | 大岡進 | 13.0%  |
| 第9話                                                     | 2000年6月8日  | 私に嘘をついて…        | 武田百合子 | 内田誠 | 14.4%  |
| 第10話                                                    | 2000年6月15日 | あなたを忘れられない   | 原田菜緒子 | 大岡進 | 13.5%  |
| 第11話                                                    | 2000年6月22日 | 君を愛している         | 武田百合子 | 吉田健 | 15.6%  |
| 最終話                                                    | 2000年6月29日 | 君はひとりじゃない     | 武田百合子 | 吉田健 | 15.6%  |
| 平均視聴率14.0%（視聴率は関東地区・ビデオリサーチ社調べ） |               |                        |            |        |        |